# Quilombo dos Dembos
Quilombo dos Dembos é uma cidade e comuna angolana que se localiza na província de Cuanza Norte, sendo a sede do município de Gonguembo.